# Église Saint-Martin de La Muraz
L'église Saint-Martin de La Muraz est une église catholique située en Haute-Savoie, sur la commune de La Muraz.

## Historique
La première église fut édifiée en 1532, dédiée à saint Martin.
En 1871, le bâtiment est ravagé par un incendie, ainsi que les maisons avoisinantes du chef-lieu, construites majoritairement en bois. Elle est reconstruite en style néogothique.
En 1977, l'église fête son centenaire et l'intérieur est entièrement restauré.

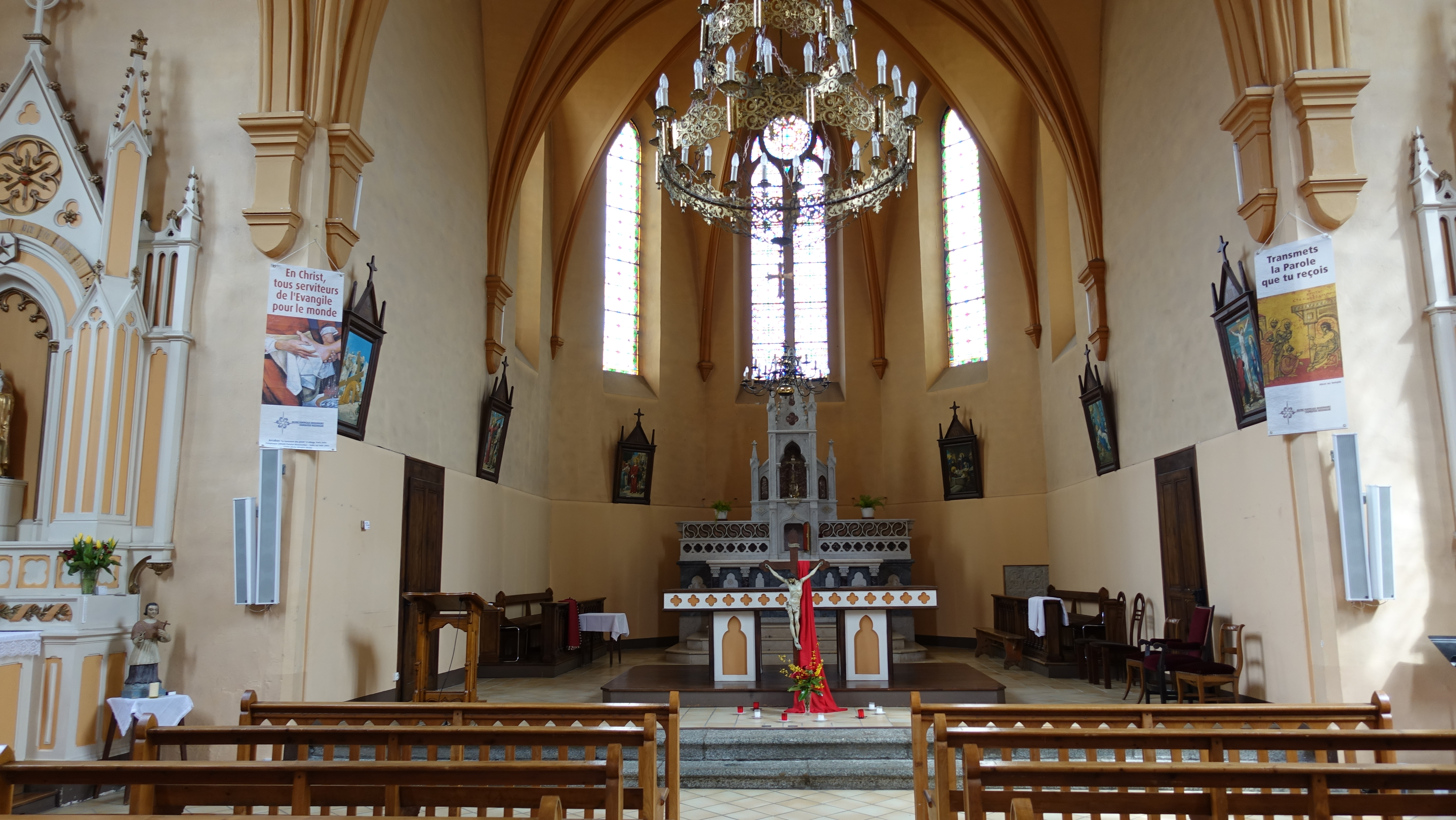
Église Saint-Martin de La Muraz